# Левицький Осип
Осип Левицький (21 грудня 1886, с. Нижній Вербіж, нині Коломийський район, Івано-Франківська область — 11 червня 1973, м. Форт-Вейн, США) — український військовий та громадський діяч, начальник «Пресової кватири» НКГА УГА.

## Життєпис
Народився 21 грудня 1886 в селі Нижній Вербіж Коломийського повіту у сім'ї священника.
Навчався у Коломийській українській гімназії з 1898 по 1902 та Академічній гімназії у Львові з 1902 по 1905. Продовжив навчання у Львівському університеті (1905-1909) та університеті Грацу (1913).
У 1914 році у складі армії Австро-Угорщини воював на Східному та Італійському фронтах. В 1917 старшина розвідки на Буковині.
Після підписання Берестейського миру служив ад'ютантом і перекладачем австрійського військового аташе у Києві. Перекладав на переговорах із Симоном Петлюрою та Павлом Скоропадським.
У перших місяцях постання ЗУНР призначений коменданом Рогатинського повіту. Згодом у складі УГА обіймав посаду начальника «Пресової кватири» НКГА УГА. Брав участь у переговорах командування УГА з представниками Добровольчої армії у селі Зятківці
З 1920 року працював учителем, а протягом 1934-1939 директор української гімназії у Станиславові. Активний організатор Пласту, редактор часопису «Український пластун» протягом 1920-1924.
Під час Другої світової війни управитель дівочої школи у Кракові, а згодом директор української гімназії у Криниці та Відні.

### В еміграції
З 1948 року проживав у Зальцбургу, працював вчителем української гімназії.
У 1949 році переїхав до США, проживав у Чикаго, був організатором українознавчої школи при церкві Св. Миколая. Обіймав також посаду інспектора шкільної ради УККА у штатах Іллінойс, Мічиган та Огайо.
Помер 11 червня 1973 року у місті Форт-Вейн, штат Індіана.

## Праці
- Осип Левицький. Галицька армія на великій Україні (спомини з часу від липня до грудня 1919). Відень, 1921.
- Осип Левицький. Де-що про українську прокламацію 1847 року.